# 馬場康誌
馬場 康誌（ばば やすし、11月22日 - ）は、日本の漫画家。男性。北海道函館市生まれ。

## 来歴
紅林直、澤井健のアシスタントを経て、1994年に『コミックボンボン冬の増刊号』（講談社）に掲載された『超剣士 雷王丸』でデビュー。同作は単行本『ストリートファイターII V烈伝』第3巻に収録されている。1995年より馬場康士名義で『コミックボンボン』（同）にて『ストリートファイターII V烈伝』の連載を開始。その後成年漫画に転向し、『LIZARD KING』を連載する。
2000年、『週刊ヤングマガジン』（同）にて『空手小公子 小日向海流』の連載を開始。2012年9月、同作の新シリーズである『空手小公子物語』を『週刊ヤングマガジン』42号より連載開始。
2015年9月、『ネメシス』（同）No.20より格闘家たちの戦いを描いた『ゴロセウム』の連載を開始。
2018年5月、『月刊少年シリウス』（同）にて異世界ファンタジー『ライドンキング』の連載を開始。

## 作品リスト

### 連載
- ストリートファイターII V烈伝（『コミックボンボン』1995年5月号[4] - 1996年5月号） - 馬場康士名義[4]。
- LIZARD KING（『COMIC激漫』連載）  - 成年コミック（マークなし）
- 空手小公子 小日向海流（『週刊ヤングマガジン』2000年15号[1] - 2012年39号[10]）
- 空手小公子物語（『週刊ヤングマガジン』2012年42号[6] - 2014年20号[5]） - 『空手小公子 小日向海流』の続編[5]。
- ゴロセウム（『ネメシス』No.20[7] - No.37[11]）
- ライドンキング（『月刊少年シリウス』2018年7月号[9] - 連載中）

### 読み切り
- DEAD ZONE（『コミックボンボンガンダム増刊号』） - アンソロジー『ガンダム短編集』収録。

### 書籍
- 『ストリートファイターII V烈伝』講談社〈KCボンボン〉1995年 - 1996年、全3巻、馬場康士名義[4]
- 『LIZARD KING』ワニマガジン社〈ワニマガジンコミックス〉1998年 - 2002年、全2巻
- 『空手小公子 小日向海流』講談社〈ヤンマガKC〉2000年 - 2012年、全50巻
- 『空手小公子物語』講談社〈ヤンマガKCスペシャル〉2013年 - 2014年、全6巻
- 『ゴロセウム』講談社〈シリウスKC〉2015年 - 2018年、全6巻
- 『ライドンキング』講談社〈シリウスKC〉2019年 - 、既刊15巻（2025年6月9日現在）

## アシスタント
- 高橋伸輔[12]
- 横槍メンゴ[13]